# Замок Гогенцоллерн
Замок Гогенцоллерн (нем. Burg Hohenzollern) — старинный замок-крепость в Баден-Вюртемберге, в бывшем княжестве Гогенцоллерн-Гехинген, в 50 километрах южнее Штутгарта, на горе Гогенцоллерн в Швабском Альпе. 
Замок являлся вотчиной Гогенцоллернов — династии, возвысившейся на протяжении Средневековья и правившей в Пруссии и Бранденбурге до конца Первой мировой войны. Замок расположен на вершине горы Гогенцоллерн на высоте 855 метров, в других источниках 856 и 866, и находится недалеко от населенных пунктов Хехинген и Бизинген.
Впервые средневековая замковая крепость упоминается в 1267 году, однако предполагается, что она была построена ранее, в XI веке. 15 мая 1423 года, после длительной осады войсками имперских городов Швабии (Швабского союза городов), крепость была взята и полностью разрушена.
В 1454—1461 годах был возведен второй замок, который служил убежищем для швабской ветви дома Гогенцоллернов на протяжении Тридцатилетней войны. К концу XVIII столетия, однако, в связи с утратой крепостью стратегического значения, комплекс строений постепенно ветшает и некоторые полуразрушенные здания разбираются. До наших дней из всех построек второй крепости дошла лишь капелла Святого Михаила.
Третье строение замка, которое дошло до наших дней, было возведено (восстановлено в прежнем виде) королём Пруссии Фридрихом Вильгельмом IV между 1850 и 1867 годами, под руководством известного архитектора тех дней Фридриха Августа Штюлера. Так как замок (уже ставший дворцом, а не замком) был выстроен как семейный памятник, ни один из представителей дома Гогенцоллернов не использовал это строение как свою резиденцию вплоть до 1945 года, когда замок стал домом для последнего прусского кронпринца Вильгельма. Здесь же он был и похоронен со своей женой кронпринцессой Цецилией.
Среди хранящихся сегодня в замке исторических артефактов прусской истории, стоит отметить корону Вильгельма II, некоторые из личных принадлежностей Фридриха Великого, а также письмо президента США Джорджа Вашингтона, благодарящего барона фон Штойбена, потомка дома Гогенцоллернов, за его помощь в борьбе США за независимость. Сегодня замок — популярная туристическая достопримечательность.

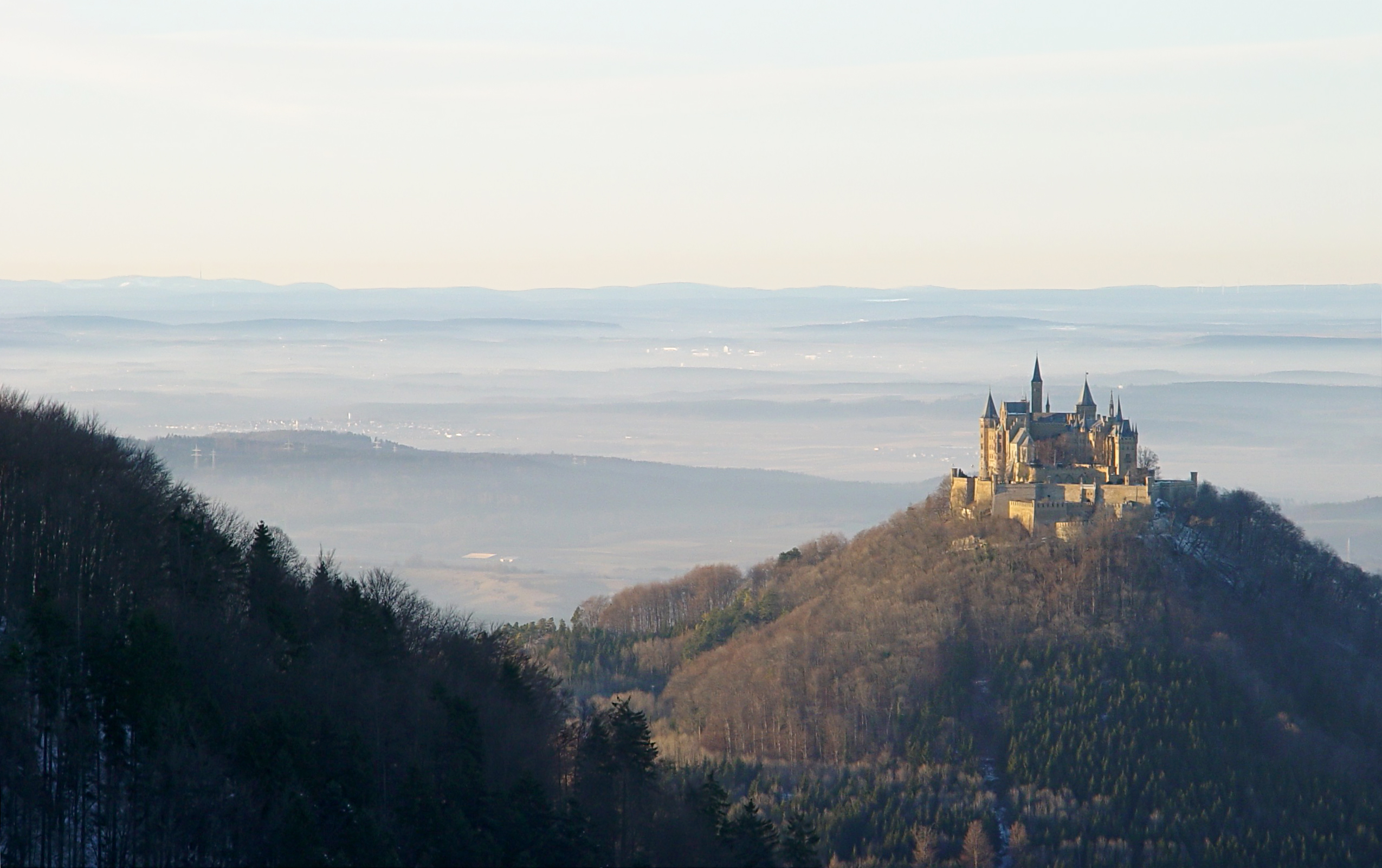
Вид на гору и замок Гогенцоллерн и окрестности.

## Расположение
Замок расположен на высоте 855 (856 и 866) метров над уровнем моря на отдельно стоящей горе носящей название гора Гогенцоллерн в Швабском Альпе. Среди местного населения эта гора более известна как Цоллернберг (гора Цоллерн) или просто Цоллер.

## История

### Первый замок
Первая средневековая замковая крепость дома Гогенцоллернов впервые упоминается в 1267 году, однако предполагается, что она была построена ранее, в XI веке. В 1423 году крепость была осаждена войсками имперских городов Швабии (Швабского союза городов). 15 мая 1423 года, крепость была взята и полностью разрушена. От первого замка сохранились лишь письменные упоминания.

### Второй замок
В 1454—1461 годах был возведен второй замок. Во время тридцатилетней войны (1618—1648) замковая крепость имела важное стратегическое значение. И в 1634 году замок был захвачен войсками Вюртемберга. После окончания тридцатилетней войны замок продолжает находиться под габсбургским контролем. Во время войны за австрийское наследство (1740—1748 годов) замок был оккупирован французскими солдатами на протяжении зимы 1744 — 1745 годов. После этой войны крепость, как стратегический объект, теряет своё значение и постепенно приходит в запустение. Когда в 1798 году последний австрийский владелец замка покидает его, комплекс строений начинает стремительно разрушаться. К началу XIX века замок был уже в руинах и лишь часовня Святого Михаила продолжала использоваться.

### Третий замок

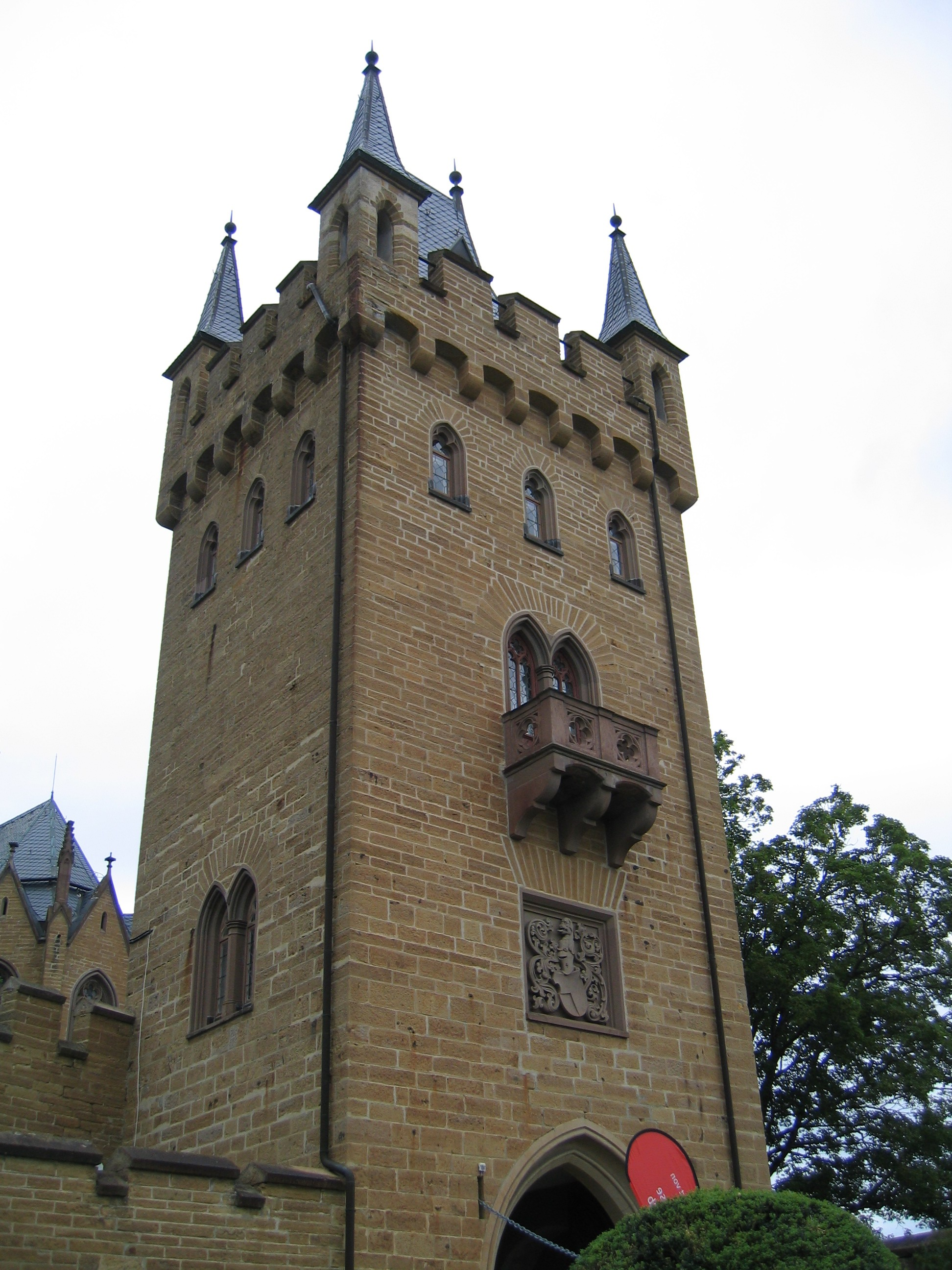
Одна из башен замка.

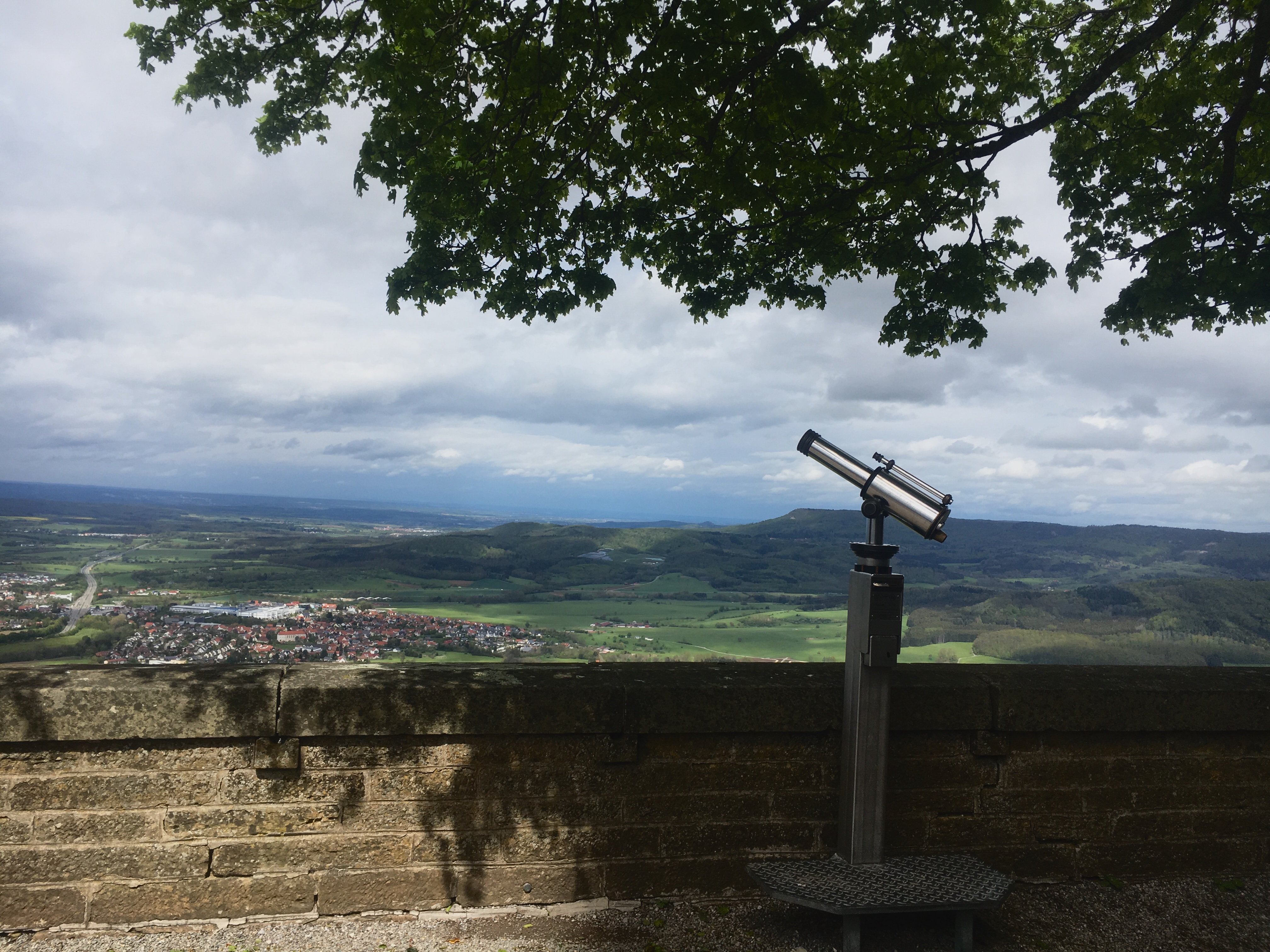
Вид со смотровой площадки замка, 2020 год.

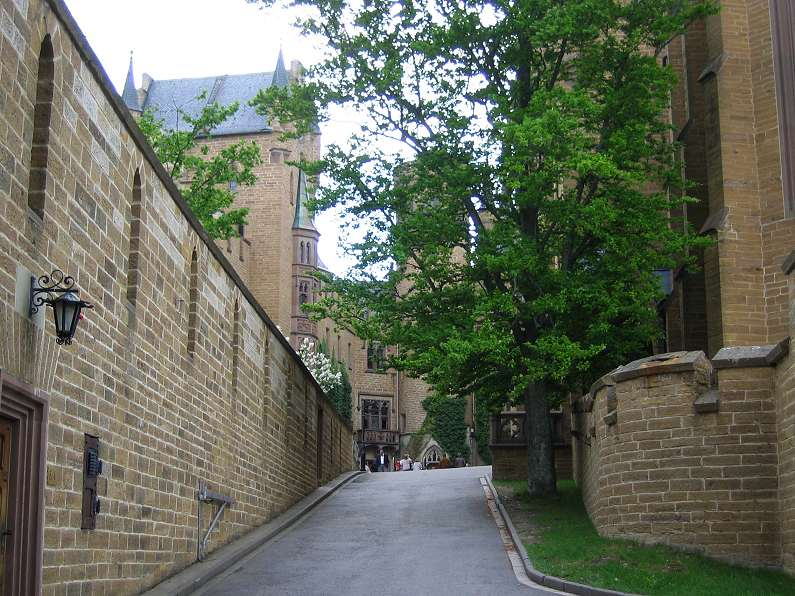
Центральный двор замка.

Замок был отстроен при содействии кронпринца (впоследствии короля) Фридриха Вильгельма IV. Строения, которые существуют в наше время, возводились под руководством известного берлинского архитектора Фридриха Августа Штюлера, который в 1842 году будучи ещё студентом и учеником Карла Фридриха Шинкеля был назначен на должность королевского архитектора. Замок выстроен в неоготическом стиле, под сильным влиянием движения немецкого романтизма воспевавшего средневековую идиллию. Замок Гогенцоллерн — это воплощение утопического средневекового рыцарского замка: такого, каким он должен был бы быть. В этом отношении он близок к замку Нойшванштайн в Баварии, хотя и без фантастических элементов декора. Восстановленный родовой замок служил в основном для укрепления престижа правящей прусской династии Гогенцоллернов.
Возведение замка было начато в 1850 году и полностью завершено 3 октября 1867 года при германском императоре Вильгельме I. Замок был поврежден землетрясением 3 сентября 1978 года и до середины 1990-х годов был закрыт для посещения на реконструкцию.

## Замок как музей
С момента окончания строительства третьего замка, последний практически не использовался Гогенцоллернами ни для военных, ни для представительских функций и изначально носил функции туристической достопримечательности, будучи открытым для посещения. Лишь последний прусский кронпринц Вильгельм жил в замке несколько месяцев после эвакуации из Потсдама в завершающий период второй мировой войны. Вильгельм и его жена кронпринцесса Цецилия были похоронены в замке, после того как их семейное поместье в Бранденбурге было занято советскими войсками.
C 1952 года замок заполнялся историческими артефактами из коллекции дома Гогенцоллернов, а также из бывшего музея Гогенцоллернов во дворце Монбижу. Одними из наиболее известных реликвий, хранящихся в музее, являются корона прусских королей и униформа принадлежавшая Фридриху Великому. С 1952 года по 1991 год в музее замка находились останки Фридриха I и Фридриха Великого. После воссоединения Восточной и Западной Германии в 1991 году прах прусских королей был возвращен в Потсдам.
Замок является, как и прежде, частным владением: на 2/3 принадлежит бранденбурго-прусской линии Гогенцоллернов и на 1/3 швабской линии. Замок ежегодно посещают около 300 тыс. туристов, делая его тем самым одним из наиболее посещаемых замков Германии.

## Галерея

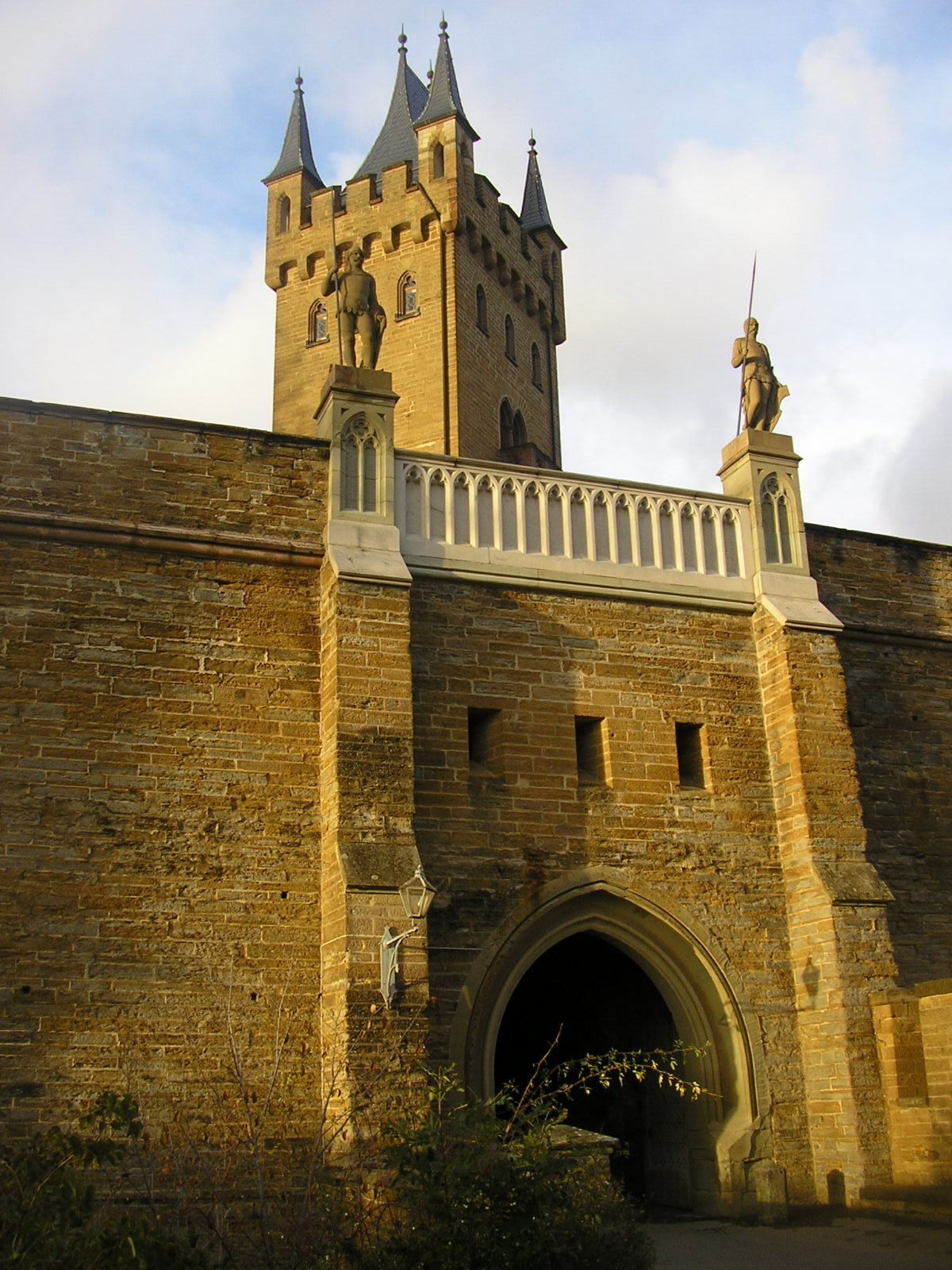
Вход в крепость
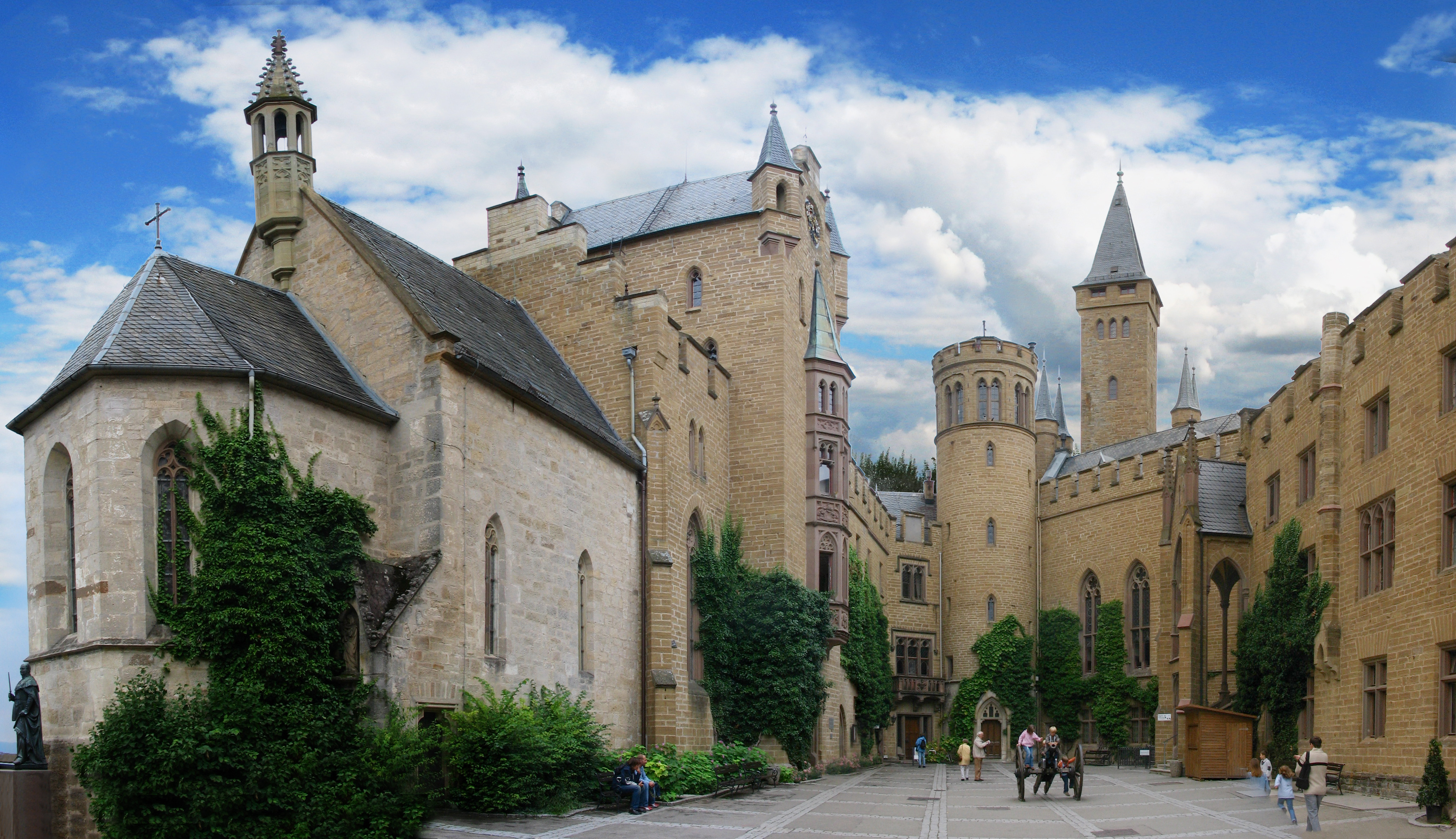
Внутренний двор
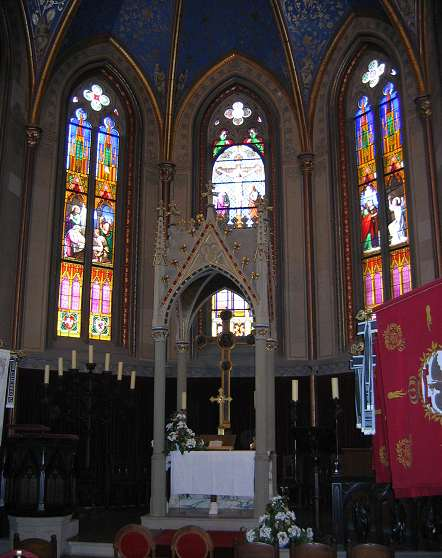
Евангелическая капелла
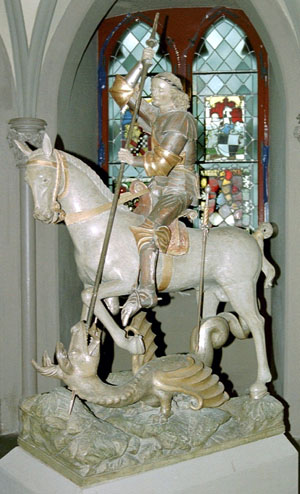
Св. Георгий в капелле св. Михаила